# Casa de Tounens
La Casa de Tounens fue la casa reinante en el Reino de la Araucanía y la Patagonia desde 1860 hasta 1862. La Casa de Tounens es de origen francés y su primer titular fue Orélie Antoine de Tounens entre 1860 y 1862. 
Orélie Antoine de Tounens llegó al puerto de Coquimbo, Chile, en 1858 y, después de pasar algún tiempo en casa de una dama francesa en Valparaíso y Santiago, se dirigió a la zona de la Araucanía desde el puerto de Valdivia. Allí se contactó con el lonko Quilapán, al que entusiasmó con su idea de fundar un Estado para el pueblo mapuche como forma de resistencia al Ejército de Chile durante la ocupación de La Araucanía.
Quilapán permitió el ingreso de Tounens a sus tierras, cuyo paso estaba prohibido para los huincas ('extranjeros'), y el 17 de noviembre de 1860 fundó allí el Reino de la Araucanía, del cual fue proclamado rey bajo el nombre de Orélie Antoine I.
En los días siguientes, Tounens promulgó la constitución del reino y el 20 de noviembre del mismo año declaró la anexión de la Patagonia, estableciendo como límites el río Biobío en Chile por el norte, el océano Pacífico por el oeste, el océano Atlántico por el este, desde el río Negro en la actual Argentina hasta el estrecho de Magallanes, límite austral continental del Reino.
Tounens viajó a Valparaíso para dar a conocer su reino al gobierno de Chile, en aquel entonces bajo la presidencia de Manuel Montt, que no reconoció el nuevo Estado. Después de regresar a la Araucanía, el gobierno chileno, bajo el mandato del nuevo presidente José Joaquín Pérez, ordenó la búsqueda y arresto del rey Orélie Antoine, bajo los cargos de perturbación al orden público. Un criado suyo lo entregó a orillas del río Malleco, en enero de 1862, siendo trasladado a Nacimiento y luego a Los Ángeles, donde fue recluido en un manicomio. El cónsul francés logró sacarlo de allí y lo repatrió a Francia.
En Europa, Tounens promocionó su aventura, siendo apoyado por algunos empresarios para financiar un segundo viaje, realizado a fines de 1869. Sin embargo, durante aquellos años, el gobierno chileno había realizado maniobras de coerción en el territorio para incorporarlo a la República, por lo que Tounens no fue recibido con el apoyo anterior, y debió huir a Buenos Aires.
El actual monarca es Frédéric Luz, quien tomó el nombre de Fréderic I de la Araucanía y la Patagonia.